# Emilio Komar
Emilio Komar, o Milan Komar (nacido el 4 de junio de 1921 en Liubliana, y fallecido el 20 de enero de 2006 en San Isidro, Argentina), fue un filósofo esloveno-argentino. Estudió Derecho en Lubiana y se doctoró en Turín en 1943. Al mismo tiempo, hacía estudios de filosofía. En 1948, se trasladó a Argentina y trabajó en una fábrica de vidrios mientras completaba sus estudios para habilitarse como profesor de filosofía y pedagogía. Enseñó filosofía y lenguas clásicas en distintos institutos (Grafotécnico, de Cultura Hispánica, de Cultura Religiosa Superior) y filosofía para psiquiatras en la Universidad de Buenos Aires. Fue profesor de Historia de la Filosofía Moderna desde 1960 y de Ética desde 1971, hasta su retiro en 1998, en la Pontificia Universidad Católica Argentina, donde fue decano de Filosofía en 1981 y 1982. En ambas fue colega e inspirador del filósofo católico Carlos Alberto Sacheri. En 1992 recibió la distinción pontificia de Comendador de la Orden de San Gregorio Magno, otorgada por Juan Pablo II. Han sido alumnos y discípulos de Komar los profesores de la Pontificia Universidad Católica Argentina, Héctor Del Bosco, Paola Scarinci, Alberto Berro, Juan Andrés Levermann, Marisa Mosto, Francisco Leocata e Ignacio Andereggen. También fue maestro del psiquiatra personalista Carlos Velasco Suárez y del escritor y profesor Osvaldo A. Cuadro Moreno.

## Pensamiento
Komar se inscribe dentro del realismo filosófico, del personalismo cristiano y, en un sentido amplio, dentro del tomismo. Recibió la influencia del filósofo italiano Carlo Mazzantini, de su discípulo y amigo personal de Komar, Augusto del Noce, y de Josef Pieper, con quien también mantuvo una relación de amistad intelectual "a distancia". En teoría del conocimiento, se siente en él la influencia del realismo de Étienne Gilson. De mente intelectuamente abierta, Komar dialogó también con la fenomenología, de la que valoraba especialmente a Edith Stein, con la filosofía existencial, especialmente Martin Buber y Gabriel Marcel, y con el personalismo de Emmanuel Mounier, Paul Landsberg y Maurice Nedoncelle. Fue uno de los introductores en Argentina del pensamiento de Romano Guardini. Esta apertura no significa ausencia de espíritu polémico. Komar fue un fuerte crítico del idealismo, particularmente de Kant y Hegel, y de su penetración en la teología católica contemporánea. También tomó una posición crítica respecto de Martin Heidegger, a quien interpretaba como un autor nihilista, y respecto de la filosofía hermenéutica de Gadamer. Komar fue un gran conocedor del ateísmo contemporáneo, tanto en su vertiente nietzscheana, autor al que aprecia como adversario, como en su vertiente dialéctica y marxista, y también del nazismo y del fascismo. Especialmente remarcó la importancia en la cultura actual de la "eutanasia de Dios", es decir "prescindir de cualquier problemática que pueda llevar a Dios (...) un ateísmo de fondo, no polémico."
Komar hace una interpretación de la modernidad en línea con Del Noce. La historiografía filosófica resultante de las concepciones idealista e ilustrada es tendenciosa. Quien la acepta y se vuelve "reaccionario", entra en un juego dialéctico conducido por el adversario. La modernidad no sería unívocamente revolucionaria e inamenentista, sino que habría una línea de pensamiento cristiano que habría que redescubrir y valorar positivamente (desde Pascal a Rosmini). En el campo de la Ética, Komar subrayó la importancia de entenderla como una disciplina que tiene que ver con la formación del carácter, que no sería otra cosa que el desarrollo de las inclinaciones naturales. En este punto, insiste también en la importancia de acoger el mensaje cristiano sobre el estado de naturaleza caída, con sus heridas, según san Beda el Venerable (ignorancia, malicia, debilidad y concupiscencia). Desde aquí entabló un diálogo crítico con la psicología profunda contemporánea, especialmente con Sigmund Freud y el psicoanálisis, y con Alfred Adler.

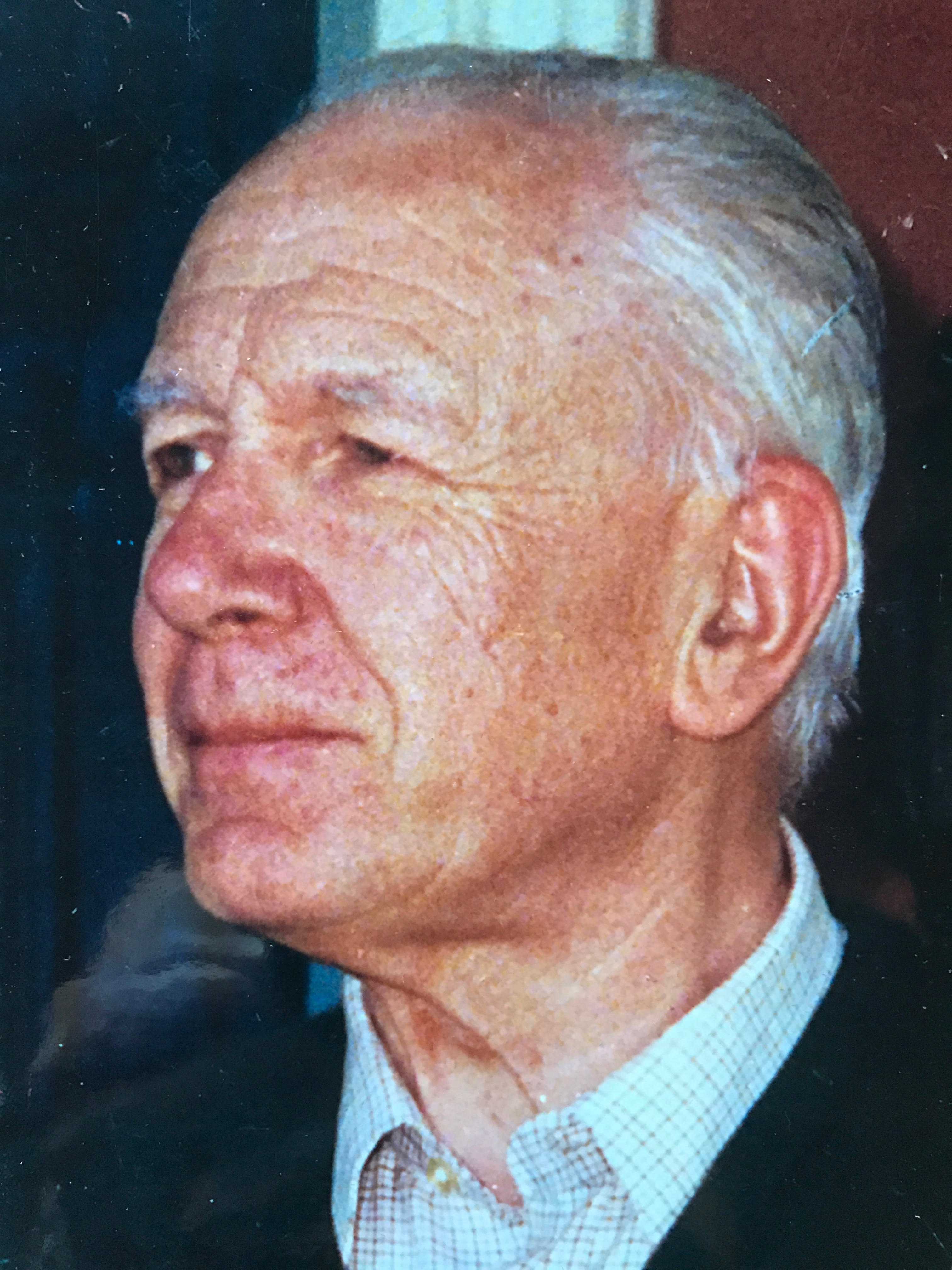
Emilio Komar

## Obras
- Komar, E. (1996). Orden y misterio. Buenos Aires: Fraternitas/Emecé.
- Komar, E. (2000). La vitalidad intelectual. Buenos Aires: Sabiduría Cristiana.
- Komar, E. (2001). Modernidad y posmodernidad. Buenos Aires: Sabiduría Cristiana.
- Komar, E. (2001). Los problemas humanos de la sociedad opulenta. Buenos Aires: Sabiduría Cristiana.
- Komar, E. (2008-2001). Curso de Metafísica. Buenos Aires: Sabiduría Cristiana.
- Komar, E. (2003). El tiempo humano, Lecciones de Antropología Filosófica 1996. Buenos Aires: Sabiduría Cristiana.
- Komar, E. (2003). El tiempo y la eternidad, Lecciones de Antropología Filosófica 1967. Buenos Aires: Sabiduría Cristiana.
- Komar, E. (2005). El Nazismo, una perspectiva transpolítica. Buenos Aires: Sabiduría Cristiana.
- Komar, E. (2005). El Fascismo, una perspectiva transpolítica. Buenos Aires: Sabiduría Cristiana.
- Komar, E. (2006). La verdad como vigencia y dinamismo. Buenos Aires: Sabiduría Cristiana.
- Komar, E. (2006). Criptoidealismo en la cultura contemporánea. Buenos Aires: Sabiduría Cristiana.
- Komar, E. (2006). El silencio en el mundo. Buenos Aires: Sabiduría Cristiana.
- Komar, E. (2007). La estructura del diálogo. Buenos Aires: Sabiduría Cristiana.
- Komar, E. (2007). Criptoidealismo en la cultura contemporánea. Buenos Aires: Sabiduría Cristiana.
- Komar, E. (2012). Eutanasia de Dios. Buenos Aires: Sabiduría Cristiana.
- Komar, E. (2012). Optimismo Cristiano. Buenos Aires: Sabiduría Cristiana.
- Komar, E. (2013). La salida del letargo. Buenos Aires: Sabiduría Cristiana.
- Komar, E. (2015). Espíritu de pobreza. Buenos Aires: Sabiduría Cristiana.
- Komar, E. (2015). Enseñanza y vida interior. Buenos Aires: Sabiduría Cristiana
- Komar, E. (2017), Los problemas humanos de la sociedad opulenta (reedición) Libertad y liberalidad. Buenos Aires: Sabiduría Cristiana
- Komar, E. (2021), Antología de textos de Emilio Komar Buenos Aires: Sabiduría Cristiana
- Komar, E. (2021), La vitalidad intelectual (reedición) La lucha por la identidad, Buenos Aires, Sabiduría Cristiana